# Lista siturilor arheologice din județul Botoșani - Ș
Lista siturilor arheologice din județul Botoșani - Ș conține toate siturile arheologice din județul Botoșani înscrise în Repertoriul Arheologic Național (RAN) și aflate în localități al căror nume începe cu litera Ș. RAN este administrat de Ministerul Culturii și Patrimoniului Național și cuprinde date științifice, cartografice, topografice, imagini și planuri, precum și orice alte informații privitoare la zonele cu potențial arheologic, studiate sau nu, încă existente sau dispărute.
Puteți căuta un sit din localitățile care încep cu litera Ș folosind formularul de mai jos sau puteți naviga prin toate siturile din județ la Lista siturilor arheologice din județul Botoșani.
| Cod RAN                                  | Denumire | Localitate                        | Adresă                      | Datare                                               | Descoperit                                          | Coordonate                                    | Imagine           | Erori            |
| ---------------------------------------- | --- | --------------------------------- | --------------------------- | ---------------------------------------------------- | --------------------------------------------------- | --------------------------------------------- | ----------------- | ---------------- |
| 39239.01.01 (Cod LMI: BT-I-m-B-01839.03) | Situl arheologic de la Știubieni - La Siliște / ansamblu anonim (Categorie: locuire civilă) (Tip: Așezare deschisă)                                                   | sat Știubieni, comuna Știubieni   | La Siliște                  | Cucuteni - A-B                                       | P. Polonic 1940                                     | 47°57′10″N 26°48′18″E / 47.95279°N 26.80491°E | Încărcați imagine | Raportați eroare |
| 39239.01.02 (Cod LMI: BT-I-m-B-01839.02) | Situl arheologic de la Știubieni - La Siliște / ansamblu anonim (Categorie: locuire civilă) (Tip: Așezare deschisă)                                                   | sat Știubieni, comuna Știubieni   | La Siliște                  | Noua aprox. 1500/1400-1150 ani                       | P. Polonic 1940                                     | 47°57′10″N 26°48′18″E / 47.95279°N 26.80491°E | Încărcați imagine | Raportați eroare |
| 39239.01.03 (Cod LMI: BT-I-m-B-01839.01) | Situl arheologic de la Știubieni - La Siliște / ansamblu anonim (Categorie: locuire civilă) (Tip: Așezare deschisă)                                                   | sat Știubieni, comuna Știubieni   | La Siliște                  | sec. XVII - XVIII                                    | P. Polonic 1940                                     | 47°57′10″N 26°48′18″E / 47.95279°N 26.80491°E | Încărcați imagine | Raportați eroare |
| 39177.01.01 (Cod LMI: BT-I-m-B-01838.04) | Situl arheologic de la Ștefănești - La Stârcea / ansamblu anonim (Categorie: locuire civilă) (Tip: Așezare deschisă)                                                  | oraș Ștefănești                   | La Stârcea                  | Cucuteni - B2                                        | N. Zaharia 1956                                     | 47°47′16″N 27°12′23″E / 47.78767°N 27.20632°E | Încărcați imagine | Raportați eroare |
| 39177.01.03 (Cod LMI: BT-I-m-B-01838.02) | Situl arheologic de la Ștefănești - La Stârcea / ansamblu anonim (Categorie: locuire civilă) (Tip: Necropolă plană)                                                   | oraș Ștefănești                   | La Stârcea                  | Sântana de Mureș-Cerneahov sec. IIV-V                | N. Zaharia 1956                                     | 47°47′16″N 27°12′23″E / 47.78767°N 27.20632°E | Încărcați imagine | Raportați eroare |
| 39177.01.02 (Cod LMI: BT-I-m-B-01838.03) | Situl arheologic de la Ștefănești - La Stârcea / ansamblu anonim (Categorie: locuire civilă) (Tip: Așezare deschisă)                                                  | oraș Ștefănești                   | La Stârcea                  | Getică aprox. 650-300 ani                            | N. Zaharia 1956                                     | 47°47′16″N 27°12′23″E / 47.78767°N 27.20632°E | Încărcați imagine | Raportați eroare |
| 39177.02.01                              | Situl arheologic de la Ștefănești - Curtea Domnească / ansamblu anonim (Categorie: locuire) (Tip: Necropolă plană)                                                    | oraș Ștefănești                   | Curtea Domnească            | Corlăteni-Chișinău - HaB sec. IX a.Chr               | A. Păunescu, P. Șadurschi, V. Chirica 1968          |                                               | Încărcați imagine | Raportați eroare |
| 39177.02.02                              | Situl arheologic de la Ștefănești - Curtea Domnească / ansamblu anonim (Categorie: locuire) (Tip: Așezare deschisă)                                                   | oraș Ștefănești                   | Curtea Domnească            | Cucuteni - B                                         | A. Păunescu, P. Șadurschi, V. Chirica 1968          |                                               | Încărcați imagine | Raportați eroare |
| 39177.02.03                              | Situl arheologic de la Ștefănești - Curtea Domnească / ansamblu anonim (Categorie: locuire) (Tip: Așezare deschisă)                                                   | oraș Ștefănești                   | Curtea Domnească            | Horodiștea-Gordinești                                | A. Păunescu, P. Șadurschi, V. Chirica 1968          |                                               | Încărcați imagine | Raportați eroare |
| 39177.02.04                              | Situl arheologic de la Ștefănești - Curtea Domnească / ansamblu anonim (Categorie: locuire) (Tip: Așezare deschisă)                                                   | oraș Ștefănești                   | Curtea Domnească            |                                                      | A. Păunescu, P. Șadurschi, V. Chirica 1968          |                                               | Încărcați imagine | Raportați eroare |
| 39177.02.05                              | Situl arheologic de la Ștefănești - Curtea Domnească / ansamblu anonim (Categorie: locuire) (Tip: Necropolă plană)                                                    | oraș Ștefănești                   | Curtea Domnească            |                                                      | A. Păunescu, P. Șadurschi, V. Chirica 1968          |                                               | Încărcați imagine | Raportați eroare |
| 39131.01.01 (Cod LMI: BT-II-m-B-02018)   | Biserica de lemn "Sfinții Voievozi" de la Șendriceni / ansamblu Biserica de lemn "Sfinții Voievozi" (Categorie: structură de cult/religioasă) (Tip: Biserică de lemn) | sat Șendriceni, comuna Șendriceni | 840                         | 1766                                                 |                                                     |                                               | Încărcați imagine | Raportați eroare |
| 39131.02.01                              | Situl arheologic de la Șendriceni - Prosia / ansamblu anonim (Categorie: locuire civilă) (Tip: Așezare)                                                               | sat Șendriceni, comuna Șendriceni | Prosia                      | Cucuteni aprox. 4.500- 3.500 ani                     | prof. N. Vasiliu 1973                               | 47°56′56″N 26°20′08″E / 47.94899°N 26.33547°E | Încărcați imagine | Raportați eroare |
| 39131.02.02                              | Situl arheologic de la Șendriceni - Prosia / ansamblu anonim (Categorie: locuire civilă) (Tip: Așezare)                                                               | sat Șendriceni, comuna Șendriceni | Prosia                      | getică aprox. 450-300 ani                            | prof. N. Vasiliu 1973                               | 47°56′56″N 26°20′08″E / 47.94899°N 26.33547°E | Încărcați imagine | Raportați eroare |
| 39131.02.03                              | Situl arheologic de la Șendriceni - Prosia / ansamblu anonim (Categorie: locuire civilă) (Tip: Așezare)                                                               | sat Șendriceni, comuna Șendriceni | Prosia                      | Sântana de Mureș - Cerneahov sec. IV - V             | prof. N. Vasiliu 1973                               | 47°56′56″N 26°20′08″E / 47.94899°N 26.33547°E | Încărcați imagine | Raportați eroare |
| 39177.03.01                              | Situl arheologic de la Ștefănești - Dealul Horodiuca / ansamblu anonim (Categorie: locuire civilă) (Tip: Așezare)                                                     | oraș Ștefănești                   | Dealul Horodiuca            | Gravetian aprox. 28.000/27.000-20.000 ani            | N. Zaharia, Em. Zaharia și E. Balica 1956           | 47°48′29″N 27°08′50″E / 47.80819°N 27.1471°E  | Încărcați imagine | Raportați eroare |
| 39177.03.03                              | Situl arheologic de la Ștefănești - Dealul Horodiuca / ansamblu anonim (Categorie: locuire civilă) (Tip: Așezare)                                                     | oraș Ștefănești                   | Dealul Horodiuca            | Daci liberi sec. II - III                            | N. Zaharia, Em. Zaharia și E. Balica 1956           | 47°48′29″N 27°08′50″E / 47.80819°N 27.1471°E  | Încărcați imagine | Raportați eroare |
| 39177.03.04                              | Situl arheologic de la Ștefănești - Dealul Horodiuca / ansamblu anonim (Categorie: locuire civilă) (Tip: Așezare)                                                     | oraș Ștefănești                   | Dealul Horodiuca            | Sântana de Mureș - Cerneahov sec. IV - V             | N. Zaharia, Em. Zaharia și E. Balica 1956           | 47°48′29″N 27°08′50″E / 47.80819°N 27.1471°E  | Încărcați imagine | Raportați eroare |
| 39177.03.05                              | Situl arheologic de la Ștefănești - Dealul Horodiuca / ansamblu anonim (Categorie: locuire civilă) (Tip: Așezare)                                                     | oraș Ștefănești                   | Dealul Horodiuca            | sec. XIV - XVII                                      | N. Zaharia, Em. Zaharia și E. Balica 1956           | 47°48′29″N 27°08′50″E / 47.80819°N 27.1471°E  | Încărcați imagine | Raportați eroare |
| 39177.03.02                              | Situl arheologic de la Ștefănești - Dealul Horodiuca / ansamblu anonim (Categorie: locuire civilă) (Tip: Așezare)                                                     | oraș Ștefănești                   | Dealul Horodiuca            | Cucuteni aprox. 4.500- 3.500 ani                     | N. Zaharia, Em. Zaharia și E. Balica 1956           | 47°48′29″N 27°08′50″E / 47.80819°N 27.1471°E  | Încărcați imagine | Raportați eroare |
| 39177.04.01                              | Situl arheologic de la Ștefănești - Dealul Boboc / ansamblu anonim (Categorie: locuire civilă) (Tip: Așezare)                                                         | oraș Ștefănești                   | Dealul Boboc                | Cucuteni - B                                         | N. Zaharia, E. Balica 1957                          | 47°48′50″N 27°09′19″E / 47.81378°N 27.15532°E | Încărcați imagine | Raportați eroare |
| 39177.04.02                              | Situl arheologic de la Ștefănești - Dealul Boboc / ansamblu anonim (Categorie: locuire civilă) (Tip: Așezare)                                                         | oraș Ștefănești                   | Dealul Boboc                | Noua aprox. 1500/1400-1150 ani                       | N. Zaharia, E. Balica 1957                          | 47°48′50″N 27°09′19″E / 47.81378°N 27.15532°E | Încărcați imagine | Raportați eroare |
| 39177.04.03                              | Situl arheologic de la Ștefănești - Dealul Boboc / ansamblu anonim (Categorie: locuire civilă) (Tip: Așezare)                                                         | oraș Ștefănești                   | Dealul Boboc                | Suceava-Drumul Național sec. VIII-IX                 | N. Zaharia, E. Balica 1957                          | 47°48′50″N 27°09′19″E / 47.81378°N 27.15532°E | Încărcați imagine | Raportați eroare |
| 39177.04.04                              | Situl arheologic de la Ștefănești - Dealul Boboc / ansamblu anonim (Categorie: locuire civilă) (Tip: Așezare)                                                         | oraș Ștefănești                   | Dealul Boboc                | sec. XV - XVI                                        | N. Zaharia, E. Balica 1957                          | 47°48′50″N 27°09′19″E / 47.81378°N 27.15532°E | Încărcați imagine | Raportați eroare |
| 39177.05.01                              | Așezarea din paleoliticul superior de la Ștefănești - Podul Bașeului spre Prut / ansamblu anonim (Categorie: locuire civilă) (Tip: Așezare deschisă)                  | oraș Ștefănești                   | Podul Bașeului spre Prut    | Gravetian - Oriental aprox. 28.000/27.000-20.000 ani | Gh. M. Vasiliu 1967                                 | 47°47′13″N 27°12′49″E / 47.78708°N 27.21357°E | Încărcați imagine | Raportați eroare |
| 39177.06.02                              | Situl arheologic de la Ștefănești - La Burci / ansamblu anonim (Categorie: fortificație) (Tip: Așezare deschisă)                                                      | oraș Ștefănești                   | La Burci                    | Cucuteni - B2                                        | Gh. M. Vasiliu și N. Zaharia, Em. Zaharia 1952      | 47°48′09″N 27°12′02″E / 47.80238°N 27.20069°E | Încărcați imagine | Raportați eroare |
| 39177.06.03                              | Situl arheologic de la Ștefănești - La Burci / ansamblu anonim (Categorie: fortificație) (Tip: Așezare deschisă)                                                      | oraș Ștefănești                   | La Burci                    | Horodiștea-Gordinești aprox.3.500-2.500 ani          | Gh. M. Vasiliu și N. Zaharia, Em. Zaharia 1952      | 47°48′09″N 27°12′02″E / 47.80238°N 27.20069°E | Încărcați imagine | Raportați eroare |
| 39177.06.06                              | Situl arheologic de la Ștefănești - La Burci / ansamblu anonim (Categorie: fortificație) (Tip: Așezare)                                                               | oraș Ștefănești                   | La Burci                    | Sântana de Mureș - Cerneahov sec. IV - V             | Gh. M. Vasiliu și N. Zaharia, Em. Zaharia 1952      | 47°48′09″N 27°12′02″E / 47.80238°N 27.20069°E | Încărcați imagine | Raportați eroare |
| 39177.06.08                              | Situl arheologic de la Ștefănești - La Burci / ansamblu anonim (Categorie: fortificație) (Tip: Așezare fortificată)                                                   | oraș Ștefănești                   | La Burci                    | sec. XVII                                            | Gh. M. Vasiliu și N. Zaharia, Em. Zaharia 1952      | 47°48′09″N 27°12′02″E / 47.80238°N 27.20069°E | Încărcați imagine | Raportați eroare |
| 39177.06.07                              | Situl arheologic de la Ștefănești - La Burci / ansamblu anonim (Categorie: fortificație) (Tip: Așezare deschisă)                                                      | oraș Ștefănești                   | La Burci                    | sec. XIV - XVII                                      | Gh. M. Vasiliu și N. Zaharia, Em. Zaharia 1952      | 47°48′09″N 27°12′02″E / 47.80238°N 27.20069°E | Încărcați imagine | Raportați eroare |
| 39177.06.01                              | Situl arheologic de la Ștefănești - La Burci / ansamblu anonim (Categorie: fortificație) (Tip: Așezare deschisă)                                                      | oraș Ștefănești                   | La Burci                    | Gravetian aprox. 28.000/27.000-20.000 ani            | Gh. M. Vasiliu și N. Zaharia, Em. Zaharia 1952      | 47°48′09″N 27°12′02″E / 47.80238°N 27.20069°E | Încărcați imagine | Raportați eroare |
| 39177.06.04                              | Situl arheologic de la Ștefănești - La Burci / ansamblu anonim (Categorie: fortificație) (Tip: așezare deschisă)                                                      | oraș Ștefănești                   | La Burci                    | Noua aprox. 1500/1400-1150 ani                       | Gh. M. Vasiliu și N. Zaharia, Em. Zaharia 1952      | 47°48′09″N 27°12′02″E / 47.80238°N 27.20069°E | Încărcați imagine | Raportați eroare |
| 39177.06.05                              | Situl arheologic de la Ștefănești - La Burci / ansamblu anonim (Categorie: fortificație) (Tip: așezare deschisă)                                                      | oraș Ștefănești                   | La Burci                    | Corlăteni-Chișinău aprox. 1.200-800 ani              | Gh. M. Vasiliu și N. Zaharia, Em. Zaharia 1952      | 47°48′09″N 27°12′02″E / 47.80238°N 27.20069°E | Încărcați imagine | Raportați eroare |
| 39177.06.09                              | Situl arheologic de la Ștefănești - La Burci / ansamblu anonim (Categorie: fortificație) (Tip: Șanț de apărare)                                                       | oraș Ștefănești                   | La Burci                    | sec. XVII                                            | Gh. M. Vasiliu și N. Zaharia, Em. Zaharia 1952      | 47°48′09″N 27°12′02″E / 47.80238°N 27.20069°E | Încărcați imagine | Raportați eroare |
| 39177.07.01                              | Necropola de la Ștefănești - Curtea Domnească / ansamblu anonim (Categorie: descoperire funerară) (Tip: Necropolă plană)                                              | oraș Ștefănești                   | Curtea Domnească            | Corlăteni-Chișinău - HaB                             | A. Păunescu, P. Șadurschi, V. Chirica 1968          | 47°48′01″N 27°11′38″E / 47.80041°N 27.19394°E | Încărcați imagine | Raportați eroare |
| 39239.02.01                              | Așezarea Cucuteni de la Știubieni - La Bordei / ansamblu anonim (Categorie: locuire civilă) (Tip: Așezare)                                                            | sat Știubieni, comuna Știubieni   | La Bordei                   | Cucuteni - A-B                                       | Jan Darcaci 1973                                    | 47°58′35″N 26°47′03″E / 47.97642°N 26.78416°E | Încărcați imagine | Raportați eroare |
| 39239.03.01                              | Așezarea Cucteni de la Știubieni - La Treuci-Vale / ansamblu anonim (Categorie: locuire civilă) (Tip: Așezare deschisă)                                               | sat Știubieni, comuna Știubieni   | La Treuci-Vale              | Cucuteni - A-B                                       | Jan Darcaci 1973                                    | 47°57′16″N 26°46′58″E / 47.95453°N 26.7829°E  | Încărcați imagine | Raportați eroare |
| 39131.03.01                              | Tabăra militară de la Șendriceni - La Șanțuri / ansamblu anonim (Categorie: locuire militară) (Tip: Fortificație)                                                     | sat Șendriceni, comuna Șendriceni | La Șanțuri                  |                                                      | A. Nițu și N. Zaharia 1954                          | 47°56′53″N 26°19′36″E / 47.94807°N 26.32668°E | Încărcați imagine | Raportați eroare |
| 39131.04.02                              | Situl arheologic de la Șendriceni - Pârâul Întors / ansamblu anonim (Categorie: locuire) (Tip: Necropolă plană)                                                       | sat Șendriceni, comuna Șendriceni | Pârâul Întors               | sec. XVI                                             | N. Zaharia și Em. Zaharia 1966                      | 47°57′13″N 26°22′32″E / 47.9535°N 26.37569°E  | Încărcați imagine | Raportați eroare |
| 39131.04.01                              | Situl arheologic de la Șendriceni - Pârâul Întors / ansamblu anonim (Categorie: locuire) (Tip: așezare deschisă)                                                      | sat Șendriceni, comuna Șendriceni | Pârâul Întors               | geto-dacică sec. II a. Chr. - sec. II p. Chr         | N. Zaharia și Em. Zaharia 1966                      | 47°57′13″N 26°22′32″E / 47.9535°N 26.37569°E  | Încărcați imagine | Raportați eroare |
| 39131.05.01                              | Așezarea paleolitică de la Șendricen - În Deal la Vie / ansamblu anonim (Categorie: locuire civilă) (Tip: Așezare)                                                    | sat Șendriceni, comuna Șendriceni | În Deal la Vie              | Gravetian aprox. 28.000/27.000-20.000 ani            | prof. N. Vasiliu 1973                               | 47°56′21″N 26°21′22″E / 47.93913°N 26.35614°E | Încărcați imagine | Raportați eroare |
| 39131.06.01                              | Așezarea paleolitică de la Șendriceni - Stracova / ansamblu anonim (Categorie: locuire civilă) (Tip: Așezare deschisă)                                                | sat Șendriceni, comuna Șendriceni | Stracova                    | Gravetian aprox. 28.000/27.000-20.000 ani            | Gh. M. Vasiliu, Al. Păunescu, Cristian Vasiliu 1966 | 47°56′01″N 26°23′03″E / 47.93367°N 26.38404°E | Încărcați imagine | Raportați eroare |
| 39131.07.01                              | Așezarea Cucuteni de la Șendriceni - Dealul Polonicului / ansamblu anonim (Categorie: locuire civilă) (Tip: Așezare)                                                  | sat Șendriceni, comuna Șendriceni | Dealul Polonicului          | Cucuteni aprox. 4.500- 3.500 ani                     | Cristian Vasiliu 1972                               | 47°55′26″N 26°23′14″E / 47.9238°N 26.3872°E   | Încărcați imagine | Raportați eroare |
| 39131.08.01                              | Situl arheologic de la Șendriceni - Gârla la Stejari / ansamblu anonim (Categorie: locuire civilă) (Tip: Așezare)                                                     | sat Șendriceni, comuna Șendriceni | Gârla la Stejari            | Cucuteni aprox. 4.500- 3.500 ani                     | A. Nițu și N. Zaharia 1954                          | 47°55′02″N 26°22′45″E / 47.91722°N 26.37921°E | Încărcați imagine | Raportați eroare |
| 39131.08.02                              | Situl arheologic de la Șendriceni - Gârla la Stejari / ansamblu anonim (Categorie: locuire civilă) (Tip: Așezare)                                                     | sat Șendriceni, comuna Șendriceni | Gârla la Stejari            | sec. XVII - XVIII                                    | A. Nițu și N. Zaharia 1954                          | 47°55′02″N 26°22′45″E / 47.91722°N 26.37921°E | Încărcați imagine | Raportați eroare |
| 39131.09.01                              | Movila Mare de la Șendriceni / ansamblu anonim (Categorie: descoperire funerară) (Tip: Movilă)                                                                        | sat Șendriceni, comuna Șendriceni | Movila Mare                 |                                                      | cf. Odobescu 1908 1870                              | 47°57′44″N 26°21′25″E / 47.96232°N 26.3569°E  | Încărcați imagine | Raportați eroare |
| 39131.10.01                              | Movila Șendriceni Nord de la Șendriceni / ansamblu anonim (Categorie: descoperire funerară) (Tip: Movilă)                                                             | sat Șendriceni, comuna Șendriceni | Movila Șendriceni Nord      |                                                      | O.L. Șovan 2009                                     | 47°57′30″N 26°19′54″E / 47.95831°N 26.33178°E | Încărcați imagine | Raportați eroare |
| 39131.11.01                              | Movila Prosia de la Șendriceni / ansamblu anonim (Categorie: descoperire funerară) (Tip: Tumul)                                                                       | sat Șendriceni, comuna Șendriceni | Movila Prosia               |                                                      | O. L. Șovan 2009                                    | 47°56′48″N 26°20′03″E / 47.9468°N 26.3342°E   | Încărcați imagine | Raportați eroare |
| 39177.08.01                              | Situl arheologic de la Ștefănești - Ominteanca / ansamblu anonim (Categorie: locuire civilă) (Tip: Așezare)                                                           | oraș Ștefănești                   | Ominteanca                  | Cucuteni aprox. 4.500- 3.500 ani                     | N. Zaharia, Em. Zaharia, E. Balica 1956             | 47°46′24″N 27°10′57″E / 47.77334°N 27.18241°E | Încărcați imagine | Raportați eroare |
| 39177.08.02                              | Situl arheologic de la Ștefănești - Ominteanca / ansamblu anonim (Categorie: locuire civilă) (Tip: Așezare)                                                           | oraș Ștefănești                   | Ominteanca                  | Sântana de Mureș - Cerneahov sec. IV - V             | N. Zaharia, Em. Zaharia, E. Balica 1956             | 47°46′24″N 27°10′57″E / 47.77334°N 27.18241°E | Încărcați imagine | Raportați eroare |
| 39177.08.03                              | Situl arheologic de la Ștefănești - Ominteanca / ansamblu anonim (Categorie: locuire civilă) (Tip: Așezare)                                                           | oraș Ștefănești                   | Ominteanca                  | sec. XVI - XVII                                      | N. Zaharia, Em. Zaharia, E. Balica 1956             | 47°46′24″N 27°10′57″E / 47.77334°N 27.18241°E | Încărcați imagine | Raportați eroare |
| 39177.09.02                              | Situl arheologic de la Ștefănești - Grindul de la Pichet / ansamblu anonim (Categorie: locuire civilă) (Tip: Așezare deschisă)                                        | oraș Ștefănești                   | Grindul de la Pichet        | sec. XII - XVIII                                     | N. Zaharia 1956                                     | 47°47′36″N 27°13′57″E / 47.79347°N 27.23259°E | Încărcați imagine | Raportați eroare |
| 39177.09.01                              | Situl arheologic de la Ștefănești - Grindul de la Pichet / ansamblu anonim (Categorie: locuire civilă) (Tip: Așezare deschisă)                                        | oraș Ștefănești                   | Grindul de la Pichet        | Prodana-Bârlad sec. XIII-XIV                         | N. Zaharia 1956                                     | 47°47′36″N 27°13′57″E / 47.79347°N 27.23259°E | Încărcați imagine | Raportați eroare |
| 39177.10.01                              | Necropolele de la Ștefănești - Vatra târgului / ansamblu anonim (Categorie: descoperire funerară) (Tip: Necropolă plană)                                              | oraș Ștefănești                   | Vatra Târgului              | sarmatică sec. II-III                                | Gh. M. Vasiliu 1957                                 | 47°47′47″N 27°11′46″E / 47.79644°N 27.19601°E | Încărcați imagine | Raportați eroare |
| 39177.10.02                              | Necropolele de la Ștefănești - Vatra târgului / ansamblu anonim (Categorie: descoperire funerară) (Tip: Necropolă plană)                                              | oraș Ștefănești                   | Vatra Târgului              |                                                      | Gh. M. Vasiliu 1957                                 | 47°47′47″N 27°11′46″E / 47.79644°N 27.19601°E | Încărcați imagine | Raportați eroare |
| 39177.11.01                              | Movila din Dealul Murguța de la Ștefănești / ansamblu anonim (Categorie: descoperire funerară) (Tip: Tumul)                                                           | oraș Ștefănești                   | Movila din Dealul Murguța   |                                                      | A. Păunescu, P. Șadurschi, V. Chirica 1974          | 47°48′15″N 27°08′32″E / 47.80423°N 27.14233°E | Încărcați imagine | Raportați eroare |
| 39177.12.01                              | Movila La Mașină de la Ștefănești / ansamblu anonim (Categorie: descoperire funerară) (Tip: Tumul)                                                                    | oraș Ștefănești                   | Movila La Mașină            |                                                      | A. Păunescu, P. Șadurschi, V. Chirica 1974          | 47°46′42″N 27°10′09″E / 47.77847°N 27.16913°E | Încărcați imagine | Raportați eroare |
| 39239.04.01                              | Așezarea medievală de la Știubieni - La Mâliște / ansamblu anonim (Categorie: locuire civilă) (Tip: Așezare deschisă)                                                 | sat Știubieni, comuna Știubieni   | La Mâliște                  | sec. XVIII                                           | P. Polonic 1940                                     | 47°58′13″N 26°47′18″E / 47.97031°N 26.7884°E  | Încărcați imagine | Raportați eroare |
| 39239.05.01                              | Movila Mormântul Urieșului de la Știubieni / ansamblu anonim (Categorie: descoperire funerară) (Tip: Tumul)                                                           | sat Știubieni, comuna Știubieni   | Movila Mormântul Urieșului  |                                                      | Vasile Zaiț 1932                                    | 47°57′58″N 26°48′21″E / 47.96605°N 26.80588°E | Încărcați imagine | Raportați eroare |
| 39239.06.01                              | Movila din Dealul Prepeleac de la Știubieni / ansamblu anonim (Categorie: descoperire funerară) (Tip: Movilă)                                                         | sat Știubieni, comuna Știubieni   | Movila din Dealul Prepeleac |                                                      | A. Păunescu, P. Șadurschi, V. Chirica 1973          | 47°58′31″N 26°44′30″E / 47.97515°N 26.74154°E | Încărcați imagine | Raportați eroare |
| 39239.07.01                              | Movila lui Ionică I de la Știubieni / ansamblu anonim (Categorie: descoperire funerară) (Tip: Tumul)                                                                  | sat Știubieni, comuna Știubieni   | Movila lui Ionică I         |                                                      | A. Păunescu, P. Șadurschi, V. Chirica 1973          | 47°58′08″N 26°44′59″E / 47.96887°N 26.74983°E | Încărcați imagine | Raportați eroare |
| 39239.08.01                              | Movila lui Ionică II de la Știubeni / ansamblu anonim (Categorie: descoperire funerară) (Tip: Tumul)                                                                  | sat Știubieni, comuna Știubieni   | Movila lui Ionică II        |                                                      | A. Păunescu, P. Șadurschi, V. Chirica 1973          | 47°57′59″N 26°45′21″E / 47.96639°N 26.75591°E | Încărcați imagine | Raportați eroare |
| 39239.09.01                              | Movila lui Ionică III de la Știubeni / ansamblu anonim (Categorie: descoperire funerară) (Tip: Tumul)                                                                 | sat Știubieni, comuna Știubieni   | Movila lui Ionică III       |                                                      | A. Păunescu, P. Șadurschi, V. Chirica 1973          | 47°57′56″N 26°45′24″E / 47.96556°N 26.75664°E | Încărcați imagine | Raportați eroare |
| 39239.10.01                              | Movila din Dealul Știubieni de la Știubieni / ansamblu anonim (Categorie: descoperire funerară) (Tip: Tumul)                                                          | sat Știubieni, comuna Știubieni   | Movila din Dealul Știubieni |                                                      | A. Păunescu, P. Șadurschi, V. Chirica 1973          | 47°57′14″N 26°45′59″E / 47.95396°N 26.76642°E | Încărcați imagine | Raportați eroare |
| 39113.01.01                              | Movila de la Șoldănești-Podișul Șoldănești / ansamblu anonim (Categorie: descoperire funerară) (Tip: Tumul)                                                           | sat Șoldănești, comuna Blândești  | Podișul Șoldănești          |                                                      | O.L.Șovan 2009                                      | 47°44′45″N 26°55′12″E / 47.74587°N 26.92002°E | Încărcați imagine | Raportați eroare |
| 39113.02.01                              | Movila Șoldănești de la Șoldănești / ansamblu anonim (Categorie: descoperire funerară) (Tip: movila)                                                                  | sat Șoldănești, comuna Blândești  | Movila Șoldănești           |                                                      | O.L.Șovan 2009                                      | 47°43′52″N 26°54′58″E / 47.73099°N 26.91606°E | Încărcați imagine | Raportați eroare |
| 36630.01.01                              | Movila la Șupitca-Dealul Scorușului / ansamblu anonim (Categorie: descoperire funerară) (Tip: Tumul)                                                                  | sat Șupitca, comuna Coșula        | Dealul Scorușului           |                                                      | O. L. Șovan 2009                                    | 47°35′56″N 26°46′53″E / 47.59885°N 26.78127°E | Încărcați imagine | Raportați eroare |
| 39113.03                                 | Movilă la Șoldănești-Dealul Hliboca / ansamblu anonim (Categorie: descoperire funerară) (Tip: Tumul)                                                                  | sat Șoldănești, comuna Blândești  | Dealul Hliboca              |                                                      | O.L.Șovan 2009                                      | 47°45′06″N 26°56′27″E / 47.75168°N 26.9407°E  | Încărcați imagine | Raportați eroare |
| 39177.14.01                              | Movila Ștefan cel Mare de la Ștefănești / ansamblu anonim (Categorie: descoperire funerară) (Tip: Movilă)                                                             | oraș Ștefănești                   | Movila Ștefan cel Mare      |                                                      | O. L. Șovan 2009                                    | 47°49′35″N 27°08′43″E / 47.82645°N 27.14522°E | Încărcați imagine | Raportați eroare |
| 39177.15.01                              | Movila Rusului de la Ștefănești / ansamblu anonim (Categorie: descoperire funerară) (Tip: Movilă)                                                                     | oraș Ștefănești                   | Movila Rusului              |                                                      | O.L. Șovan 2009                                     | 47°47′49″N 27°09′25″E / 47.79688°N 27.15685°E | Încărcați imagine | Raportați eroare |
| 39177.16.01                              | Movila din Puierie de la Ștefănești / ansamblu anonim (Categorie: descoperire funerară) (Tip: Movilă)                                                                 | oraș Ștefănești                   | Movila din Puierie          |                                                      | O.L. Șovan 2009                                     | 47°48′33″N 27°10′40″E / 47.80908°N 27.17764°E | Încărcați imagine | Raportați eroare |
| 39177.17.01                              | Movila din Șes de la Ștefănești / ansamblu anonim (Categorie: descoperire funerară) (Tip: Movilă)                                                                     | oraș Ștefănești                   | Movila din Șes              |                                                      | O.L. Șovan 2009                                     | 47°48′25″N 27°11′16″E / 47.80704°N 27.18772°E | Încărcați imagine | Raportați eroare |
| 39177.18.01                              | Movila Ștefănești Est de la Ștefănești / ansamblu anonim (Categorie: descoperire funerară) (Tip: Movilă)                                                              | oraș Ștefănești                   | Movila Ștefănești Est       |                                                      | O.L. Șovan 2009                                     | 47°47′59″N 27°13′44″E / 47.79968°N 27.22877°E | Încărcați imagine | Raportați eroare |
| 39177.19.01                              | Movila Hâlboci de la Ștefănești / ansamblu anonim (Categorie: descoperire funerară) (Tip: Movilă)                                                                     | oraș Ștefănești                   | Movila Hâlboci              |                                                      | O.L. Șovan 2009                                     | 47°47′40″N 27°08′22″E / 47.79445°N 27.13944°E | Încărcați imagine | Raportați eroare |
| 39239.11.01                              | Movila lui Crețu I de la Știubieni / ansamblu anonim (Categorie: descoperire funerară) (Tip: Movilă)                                                                  | sat Știubieni, comuna Știubieni   | Movila lui Crețu I          |                                                      | A. Păunescu, P. Șadurschi, V. Chirica 1973-1975     | 47°59′33″N 26°47′34″E / 47.99258°N 26.79284°E | Încărcați imagine | Raportați eroare |
| 39239.12.01                              | Movila lui Crețu II de la Știubieni / ansamblu anonim (Categorie: descoperire funerară) (Tip: Movilă)                                                                 | sat Știubieni, comuna Știubieni   | Movila lui Crețu II         |                                                      | A. Păunescu, P. Șadurschi, V. Chirica 1973-1975     | 47°59′29″N 26°47′41″E / 47.99127°N 26.79461°E | Încărcați imagine | Raportați eroare |
| 39239.13.01                              | Movila lui Crețu III de la Știubieni / ansamblu anonim (Categorie: descoperire funerară) (Tip: Movilă)                                                                | sat Știubieni, comuna Știubieni   | Movila lui Crețu III        |                                                      | A. Păunescu, P. Șadurschi, V. Chirica 1973-1975     | 47°59′25″N 26°47′43″E / 47.99041°N 26.79526°E | Încărcați imagine | Raportați eroare |
| 39239.14.01                              | Movila lui Crețu IV de la Știubieni / ansamblu anonim (Categorie: descoperire funerară) (Tip: Movilă)                                                                 | sat Știubieni, comuna Știubieni   | Movila lui Crețu IV         |                                                      | A. Păunescu, P. Șadurschi, V. Chirica 1973-1975     | 47°59′22″N 26°47′46″E / 47.98957°N 26.79624°E | Încărcați imagine | Raportați eroare |
| 39239.15.01                              | Movila lui Crețu V de la Știubieni / ansamblu anonim (Categorie: descoperire funerară) (Tip: Movilă)                                                                  | sat Știubieni, comuna Știubieni   | Movila lui Crețu V          |                                                      | A. Păunescu, P. Șadurschi, V. Chirica 1973-1975     | 47°59′20″N 26°47′50″E / 47.98889°N 26.7971°E  | Încărcați imagine | Raportați eroare |